# Тарасов Дмитро Захарович
Дмитро Захарович Тарасов (25 вересня 1916, Великий Кушум, Самарська губернія — 27 червень 1941, Іваничі) — радянський військовий, учасник німецько-радянської війни, Герой Радянського Союзу, лейтенант. За радянським міфом «повторив подвиг Гастелло», протаранивши колону німецької техніки, що в дійсності є малоймовірним.

## Біографія
Народився 25 вересня 1916 року в селі Великий Кушум (нині — Балаковского району Саратовської області). Закінчив Енгельську військову авіаційну школу в 1938 році. Служив в частинах дальньої авіації.
Згідно із радянської історіографією, 27 червня 1941 року полк Тарасова отримав завдання зупинити колону німецьких танків. Бомбардувальники атакували колону і змусили її сповільнитися. Під час другого заходу бомбардувальник був атакований німецькими винищувачами. Літак загорівся, і всі спроби загасити полум'я в повітрі виявилися безуспішними. Тоді Тарасов вирішив іти на таран німецької колони. Бомбардувальник, який вибухнув при падінні, знищив кілька танків і автомашин противника. Тарасов загинув.
Звання Героя Радянського Союзу присвоєно посмертно 20 червня 1942 року «за самовіддану мужність і героїзм, проявлені при виконанні бойового завдання».
Істину було встановлено в 2020 році, коли було знайдено точне місце падіння і уламки літака, які зараз знаходяться в Музеї загиблих літаків в Хоросно. Підбитий літак, керований Тарасовим, впав у болото поруч з селом у відстані біля 300—400 метрів від дороги. Решта екіпажу вистрибнули з парашутами, в тому числі і Борис Єрьомін, який також отримав 1942 року посмертно звання героя. Разом з командиром екіпажу загинув поранений стрілець-радист Капустін. За опитуваннями місцевих жителів літак впав у болото і вибухнув, а жодного уламку від автотехніки чи танку у даному місці не знайдено, при цьому деталі знайдені на місці падіння мають збережений стан, що малоймовірно при тарані.
Похований в братській могилі разом з Єрьоміним в селищі Іваничі Волинської області.

## Пам'ять
- В місті Балаково Саратовської області з початку 1980-х років проходить щорічний відкритий турнір з греко-римської боротьби пам'яті Героя Радянського Союзу Д. З. Тарасова[7].
- В с. Великий Кушум Саратовської області встановлено пам'ятний бюст.

## Нагороди
- Орден Леніна.